# Peter Criss (musikalbum)
Peter Criss är ett soloalbum utgivet av KISS-medlemmen Peter Criss den 18 september 1978. Skivan innehåller en mer jazzig och i vissa avseenden bluesinspirerad stil, den typ av musik Criss hade velat få med på tidigare KISS-album. Albumet utgavs på LP, bild-LP, kassettband och Stereo 8. Senare utgavs det även på CD.

## Låtförteckning
Alla låtar är skrivna och komponerade av Peter Criss och Stan Penridge, där icke annat anges.
| 1. | I'm Gonna Love You                                           | 3:18 |
| 2. | You Matter to Me (Vini Poncia, John Vastano, Michael Morgan) | 3:15 |
| 3. | Tossin' and Turnin' (Ritchie Adams, Malou Rene)              | 3:58 |
| 4. | Don't You Let Me Down                                        | 3:38 |
| 5. | That's the Kind of Sugar Papa Likes                          | 2:59 |

| 6.           | Easy Thing                      | 3:53  |
| 7.           | Rock Me, Baby (Sean Delaney)    | 2:50  |
| 8.           | Kiss the Girl Goodbye           | 2:46  |
| 9.           | Hooked on Rock 'n' Roll         | 3:37  |
| 10.          | I Can't Stop the Rain (Delaney) | 4:25  |
| Total längd: | Total längd:                    | 34:39 |